# Чарнокіт, гора Сент-Томас

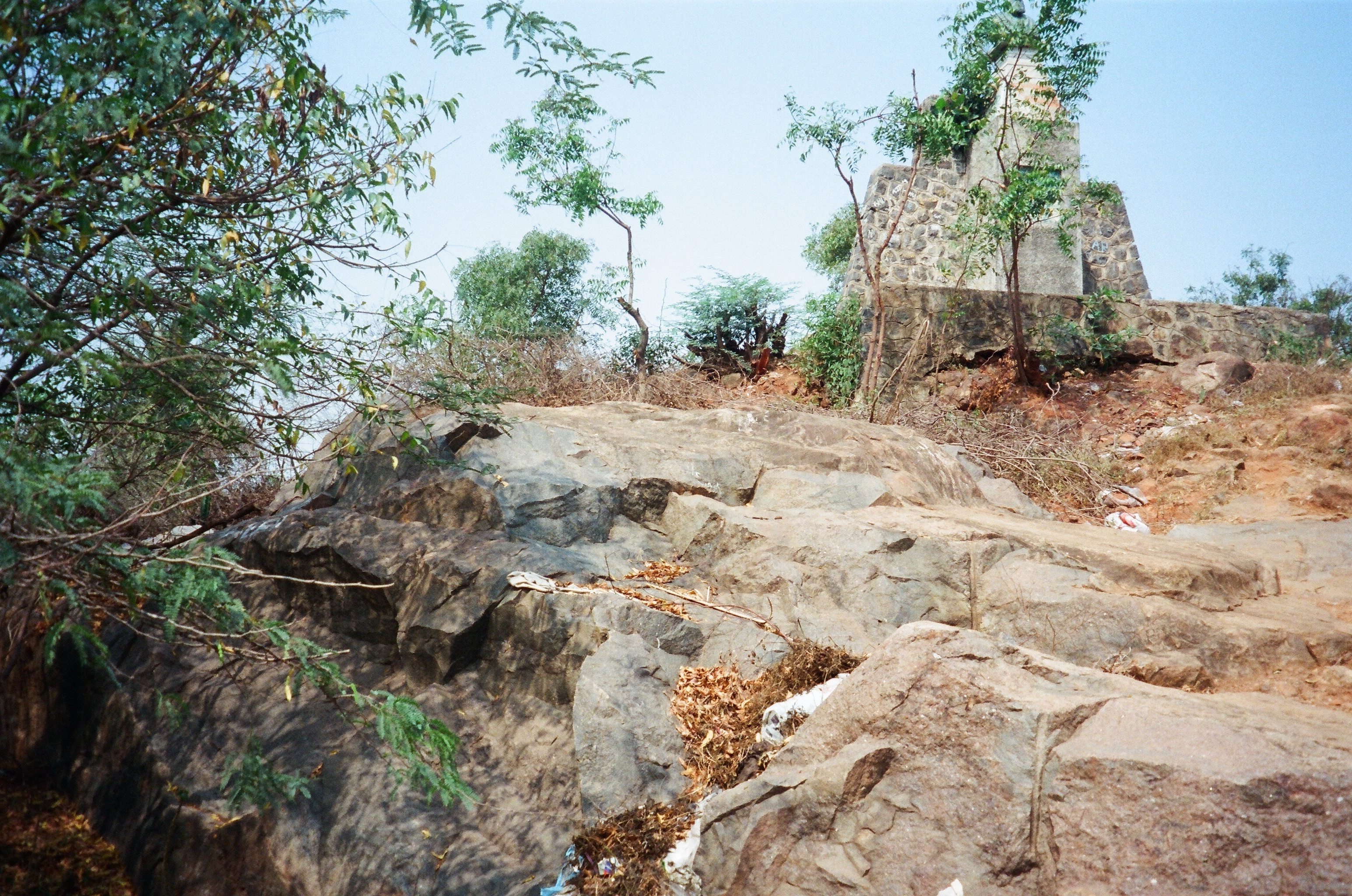
Чарнокіт. Звідси була видобута смуга експозиції чарнокітових порід для могили Джоба Чарнока

Чарнокіт, гора Сент-Томас, розташована на південь від міста Ченнаї, у передмісті Паллаварам, Тамілнад, є характерним відслоненням кварц-польовошпат-гіперстенової породи, що ілюструється появою метаморфізму двох піроксенових фацій.
Чарнокітова серія гірських порід — це стародавнє утворення, схоже на граніт, яке проникло в магматичні породи.[4] Він знаходиться не тільки на горі Св. Томаса, але також простягається на південь від Чінглпуту в Таміл Наду. Він також простежується до пагорбів Нілгірі з південною тенденцією, що тягнеться до району Малабар, і колишніх феодальних держав Кочін і Траванкор, княжих міст в Кералі. Він піднімається далі над рівнем моря, утворюючи величезну масу Шрі-Ланки (Цейлон). Масивні утворення більш мають форму плато (деякі з них знаходяться на висоті від 6000 футів (1828,8 м) до 7000 футів (2133,6 м)), що сприяє утворенню озер.